# Mou
Mou är en tätort i Ålborgs kommun i Region Nordjylland i Danmark. Tätorten har 1 048 invånare (2024). Den ligger på Jylland, cirka 20 kilometer sydost om Ålborg. Mou ligger i det nordostliga Himmerland.